# Material World Charitable Foundation
The Material World Charitable Foundation est une organisation non gouvernementale créée par George Harrison en 1973, coïncidant avec la sortie de son album Living in the Material World. Les redevances de cet album, dont le single Give Me Love (Give Me Peace on Earth), ont été donnés par George Harrison, à perpétuité, à la Fondation.

## Historique
George Harrison a créé cette Fondation afin d'encourager les arts, l'éducation ainsi que de soutenir les organismes de bienfaisance et les personnes ayant des besoins spéciaux. À l'automne 1974, le premier projet de la Fondation a été le Festival de musique de Ravi Shankar, qui a réuni des musiciens classiques indiens de renom à jouer et enregistrer des compositions spécialement créée par Ravi Shankar.

## La fondation aujourd'hui
Au cours de ses 30 dernières années, la Material World Charitable Foundation a soutenu des centaines d'individus et d'organisations de soutien aux personnes ayant des besoins spéciaux. Dans certains cas, la Fondation a littéralement transformé la vie des gens et dans d'autres, a rendu la vie plus supportable dans le visage de l'extrême souffrance et l'adversité.
Parmi les organisations, soutenue par The Material World Charitable Foundation :
- Amnesty International
- Greenpeace
- Médecins sans frontières
- Oxfam